# Campionato francese lead di arrampicata
Il Campionato francese lead di arrampicata è il campionato francese di arrampicata organizzato annualmente dalla Fédération française de la montagne et de l'escalade (FFME) dal 1988.
Gli altri due Campionati francesi di specialità dell'arrampicata sono:
- il Campionato francese boulder di arrampicata
- il Campionato francese speed di arrampicata

## Albo d'oro
| Edizione | Data            | Luogo                     | Uomini            | Donne                          |
| -------- | --------------- | ------------------------- | ----------------- | ------------------------------ |
| 1988     |                 | Avignone                  | Jacky Godoffe     | Isabelle Patissier             |
| 1989     |                 | Laval                     | Alex Duboc        | Marie Agnès Duval              |
| 1990     |                 | Béziers                   | Didier Raboutou   | Nanette Raybaud                |
| 1991     |                 | Briançon                  | François Petit    | Isabelle Patissier             |
| 1992     |                 | Aix-les-Bains             | François Legrand  | Isabelle Patissier             |
| 1993     |                 | Tolosa                    | François Legrand  | Nanette Raybaud                |
| 1994     |                 | Tours                     | Arnaud Petit      | Liv Sansoz                     |
| 1995     |                 | Besançon                  | Arnaud Petit      | Laurence Guyon Nathalie Richer |
| 1996     |                 | Pantin                    | François Petit    | Cécile Le Flem                 |
| 1997     |                 | Aix-en-Provence           | François Petit    | Stéphanie Bodet                |
| 1998     |                 | Canteleu                  | David Caude       | Cécile Le Flem                 |
| 1999     |                 | Grabels                   | Alexandre Chabot  | Liv Sansoz                     |
| 2000     | 14 - 15 ottobre | Saint-Michel-de-Maurienne | David Caude       | Delphine Martin Chloé Minoret  |
| 2001     | 28 - 29 aprile  | Albertville               | Alexandre Chabot  | Stéphanie Bodet Sandrine Levet |
| 2002     | 7 aprile        | Valence                   | Alexandre Chabot  | Sandrine Levet                 |
| 2003     | 18 aprile       | Albertville               | Alexandre Chabot  | Sandrine Levet                 |
| 2004     | 19 aprile       | Massy                     | Alexandre Chabot  | Caroline Ciavaldini            |
| 2005     | 9 aprile        | Albertville               | Alexandre Chabot  | Caroline Ciavaldini            |
| 2006     | 9 luglio        | Chamonix                  | Alexandre Chabot  | Caroline Ciavaldini            |
| 2007     | 6 aprile        | Échirolles                | Michael Fuselier  | Caroline Ciavaldini            |
| 2008     | 10 maggio       | Pau                       | Fabien Dugit      | Charlotte Durif                |
| 2009     | 6 giugno        | Gémozac                   | Michael Fuselier  | Florence Pinet                 |
| 2010     | 12 giugno       | Voiron                    | Manuel Romain     | Charlotte Durif                |
| 2011     | 11 giugno       | Massy                     | Gautier Supper    | Charlotte Durif                |
| 2012     | 26 - 27 maggio  | Arnas                     | Romain Desgranges | Charlotte Durif                |
| 2013     | 25 - 26 maggio  | Niort                     | Romain Desgranges | Charlotte Durif                |

## Maggiori vincitori di campionati francesi lead
Nelle seguenti tabelle sono indicati tutti gli atleti vincitori di almeno 2 campionati francesi.

### Uomini
| Nome              | Campionati francesi lead |
| ----------------- | ------------------------ |
| Alexandre Chabot  | 7                        |
| François Petit    | 3                        |
| David Caude       | 2                        |
| Michael Fuselier  | 2                        |
| François Legrand  | 2                        |
| Arnaud Petit      | 2                        |
| Romain Desgranges | 2                        |

### Donne
| Nome                | Campionati francesi lead |
| ------------------- | ------------------------ |
| Charlotte Durif     | 5                        |
| Caroline Ciavaldini | 4                        |
| Isabelle Patissier  | 3                        |
| Sandrine Levet      | 3                        |
| Stéphanie Bodet     | 2                        |
| Cécile Le Flem      | 2                        |
| Nanette Raybaud     | 2                        |
| Liv Sansoz          | 2                        |